# Ischnopopillia exarata
Ischnopopillia exarata är en skalbaggsart som beskrevs av Leon Fairmaire 1886. Ischnopopillia exarata ingår i släktet Ischnopopillia och familjen Rutelidae. Inga underarter finns listade i Catalogue of Life.